# Robalzotan
Robalzotan (NAD-299, AZD-7371) je selektivni antagonist 5-HT1A receptora. Pokazano je u studijama na glodarima da robalzotan kompletno preokreće autoreceptorom posredovanu inhibiciju otpuštanja serotonina indukovanu administracijom selektivnih inhibitora serotoninskog preuzimanja poput citaloprama. On je naknadno istraživan kao potencijalni antidepresiv ali su ta istraživanja poput mnogih drugih  agonista prekinuta. On je isto tako istraživan za druge indikacije kao što je sindrom iritabilnih creva.